# Бомбај (провинција)
Провинција Бомбај (енгл. Bombay Presidency, дословноː Бомбајско председништво), бивши колонијални посед Британске источноиндијске компаније у западној Индији, са престоницом у Бомбају. После 1858. постала је провинција Британске Индије.

## Историја

### Енглеска колонија у Бомбају
Бомбај је основан у 13. веку на 17 км дугом и 4 км широком истоименом острву на западној обали Индије у Арапском мору, са најбољом природном луком у Индији. Пао је 1534. под власт Португалаца који су га 1661. поклонили Енглеској. Уступљен је 1668. Источноиндијској компанији, која га је развила од 1708. као своје седиште. око Бомбаја су подигнута утврђења (1715-1722) и стационирана ратна флота ради заштите трговачких бродова Компаније и западних поседа од пиратских напада.

### Територијална експанзија
Стање у Могулском царству под слабим Аурангзебовим (1658-1707) наследницима пружило је Британској источноиндијској компанији услове за стварање трговинских монопола и територијално ширење. Године 1715. Компанија је успела да од султана у Делхију добије ферман којим јој се даје слобода трговине на целој територији Могулског царства. До средине 18. века британска политика у Индији сводила се на борбу за обезбеђење слободне трговине индијском робом, али је тада прерасла у борбу за стварање колонијалних поседа. Британци су номинално признавали падишаха у Делхију као једину легалну власт у Индији, али су у пракси имали пуну слободу деловања. Тако су власти Источноиндијске компаније средином 18. века почеле да формирају своју приватну војску, Бенгалску, Мадраску и Бомбајску армију, састављене од индијских најамника (сепоја) под командом британских официра, наоружаних, опремљених и обучених на европски начин. Године 1754. у Индију су први пут стигле и британске краљевске трупе. Уз њихову помоћ, приватна војска и флота Компаније су 1757. уништиле флоту царства Марата и заузеле њихово главно упориште - Герију (Виџајдург), чиме је обезбеђена слобода пловидбе у водама на западној обали Индије. Исте године (1757), Компанија је битком код Плесија потчинила кнежевину Бенгал, а битком код Бексара 1764. осигурана је британска власт над Бихаром и Орисом. До 1784. снаге све три армије нарасле су на 13 пукова совара и 64 пука сепоја, уз 3 европска пешадијски пука. Под таквим војним притиском врховну власт Компаније признали су карнатски наваб (1787) и низам од Хајдерабада (1790). Последњи озбиљни непријатељи Компаније били су мајсорски султани на југу и Маратско царство на северу, који су савладани у англо-мисорским ратовима (1767-1799) и маратским ратовима (1798-1818).

### Председништва Индије
Тако је већ 1818. читава Индија изузев Панџаба била под директном или индиректном влашћу Компаније. Освојене области организоване су у три провинције или председништва (Бомбај, Мадрас и Бенгал), уз које је Компанија контролисала још око 600 вазалних кнежевина које су плаћале годишњи данак.

### После укидања Компаније
Бомбајска провнција сразмерно је мало страдала током Индијског устанка 1857. године. Бомбај је доживео процват за време Америчког грађанског рата (1861-1865) извозом памука, затим отварањем Суецког канала (1869) и изградњом првих железница које су га повезале са унутрашњошћу земље (од 1853).